# Hendrick van Anthonissen

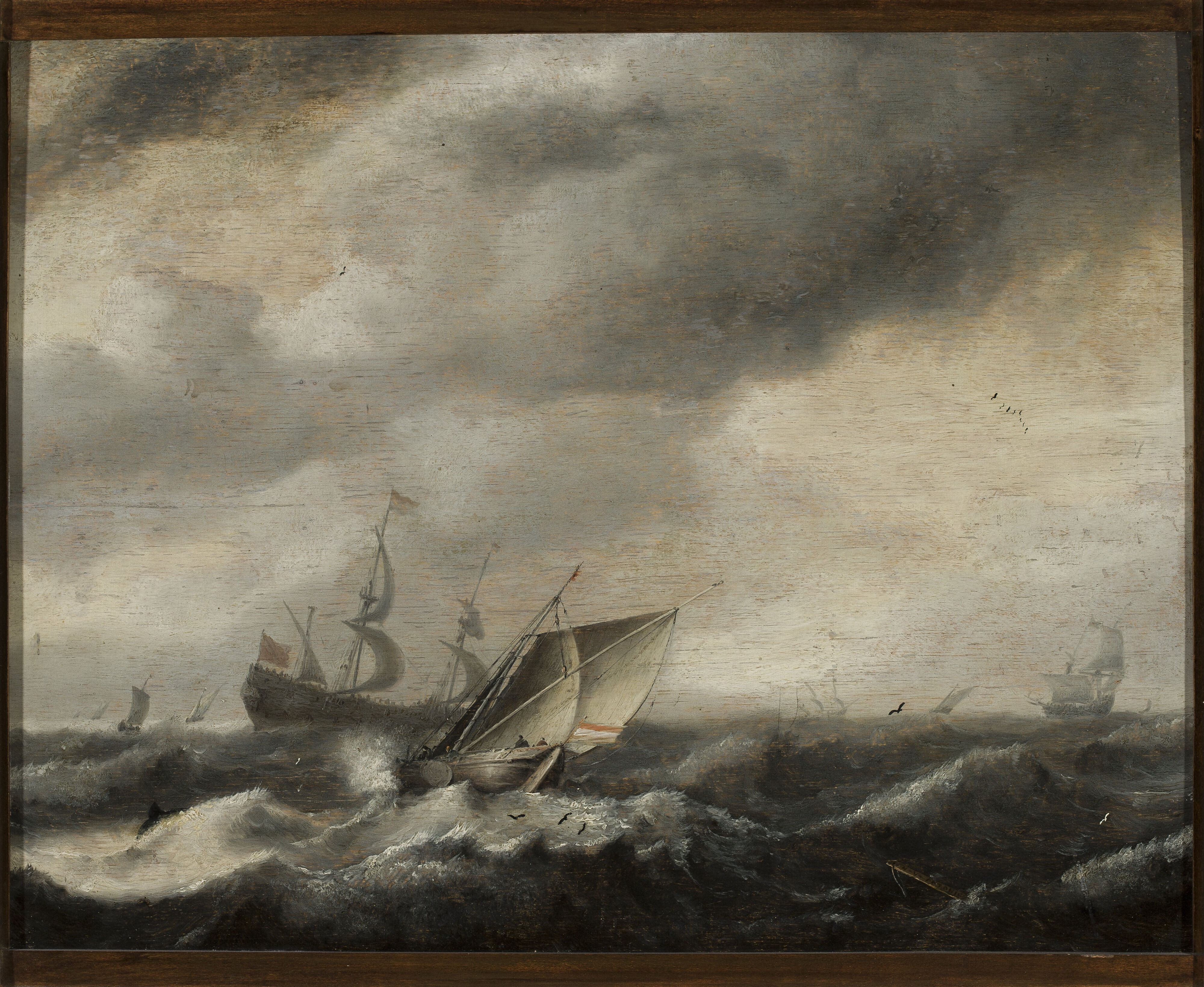
Okręty na morzu Muzeum Narodowe w Warszawie

Hendrick van Anthonissen (ur. 29 maja 1605 w Amsterdamie, poch. 12 listopada 1656 tamże) – holenderski malarz marynista; syn Aerta van Antuma.

## Życiorys
Artysta czynny w Amsterdamie, Rotterdamie i Hadze; podobnie jak ojciec zajmował się tematyką marynistyczną. Był uczniem i szwagrem Jana Porcellisa. Zachowały się jego nieliczne prace, które zwykle przedstawiają ekspresyjnie oddane wzburzone morze. Jego syn – Arnoldus van Anthonissen (1631-1703) – także był malarzem marynistą.
W zbiorach Muzeum Narodowego w Warszawie znajduje się jeden obraz Anthonissena Okręty na morzu.